# Elite Ice Hockey League 2005/06
Die Saison 2005/06 war die dritte Spielzeit der Elite Ice Hockey League, der höchsten britischen Eishockeyspielklasse. Erster der regulären Saison und somit Britischer Meister wurden die Belfast Giants, während sich die Newcastle Vipers in den Playoffs durchsetzten.

## Modus
In der Regulären Saison absolvierte jede der acht Mannschaften insgesamt 42 Spiele. Der Erstplatzierte wurde Britischer Meister. Alle acht Mannschaften qualifizierten sich für die Playoff-Zwischenrunde, in der sie gemäß ihrer Platzierung in der Regulären Saison in zwei Gruppen zu je vier Mannschaften aufgeteilt wurden. Dort trafen die Mannschaften gegen jeden Gruppengegner in Hin- und Rückspiel, woraufhin sich die beiden Erstplatzierten jeder Gruppe für das Playoff-Halbfinale qualifizierten. Für einen Sieg nach regulärer Spielzeit und nach Overtime erhielt jede Mannschaft zwei Punkte, für ein Unentschieden und eine Niederlage nach Overtime einen Punkt und für eine Niederlage nach der regulären Spielzeit null Punkte.
Die Newcastle Vipers und die Edinburgh Capitals aus der nicht fortgeführten British National League nahmen zusätzlich an der Liga teil. Die London Racers zogen sich während der Saison zurück, da die Heimspielstätte, das Lee Valley Ice Centre aufgrund einiger Mängel geschlossen wurde und der Verein keine neue Spielstätte finden konnte.

## Reguläre Saison

### Tabelle
|    | Klub                   | Sp | S  | OTS | U | OTN | N  | Tore    | Punkte |
| -- | ---------------------- | -- | -- | --- | - | --- | -- | ------- | ------ |
| 1. | Belfast Giants         | 42 | 25 | 3   | 4 | 1   | 9  | 166:100 | 61     |
| 2. | Newcastle Vipers (N)   | 42 | 22 | 3   | 4 | 1   | 12 | 133:101 | 55     |
| 3. | Nottingham Panthers    | 42 | 22 | 1   | 6 | 2   | 11 | 111:088 | 54     |
| 4. | Coventry Blaze         | 42 | 21 | 2   | 4 | 3   | 12 | 150:107 | 53     |
| 5. | Cardiff Devils         | 42 | 16 | 2   | 5 | 1   | 17 | 110:122 | 43     |
| 6. | Sheffield Steelers     | 42 | 13 | 2   | 6 | 2   | 19 | 105:135 | 38     |
| 7. | Basingstoke Bison      | 42 | 9  | 1   | 2 | 2   | 28 | 121:174 | 24     |
| 8. | Edinburgh Capitals (N) | 42 | 8  | 1   | 2 | 3   | 28 | 118:187 | 23     |

Sp = Spiele, S = Siege, U = Unentschieden, N = Niederlagen, OTS = Overtime-Siege, OTN = Overtime-Niederlage, SOS = Penalty-Siege, SON = Penalty-Niederlage

## Playoffs

### Gruppe A
|    | Klub               | Sp | S | U | N | Tore  | Punkte |
| -- | ------------------ | -- | - | - | - | ----- | ------ |
| 1. | Cardiff Devils     | 6  | 5 | 0 | 1 | 19:08 | 10     |
| 2. | Belfast Giants     | 6  | 3 | 2 | 1 | 19:14 | 8      |
| 3. | Coventry Blaze     | 6  | 2 | 1 | 3 | 22:19 | 5      |
| 4. | Edinburgh Capitals | 6  | 0 | 1 | 5 | 12:31 | 1      |

Sp = Spiele, S = Siege, U = Unentschieden, N = Niederlagen, OTS = Overtime-Siege, OTN = Overtime-Niederlage, SOS = Penalty-Siege, SON = Penalty-Niederlage

### Gruppe B
|    | Klub                | Sp | S | U | N | Tore  | Punkte |
| -- | ------------------- | -- | - | - | - | ----- | ------ |
| 1. | Newcastle Vipers    | 6  | 4 | 1 | 1 | 20:17 | 9      |
| 2. | Sheffield Steelers  | 6  | 3 | 1 | 2 | 22:12 | 7      |
| 3. | Nottingham Panthers | 6  | 2 | 2 | 2 | 20:16 | 6      |
| 4. | Basingstoke Bison   | 6  | 1 | 0 | 5 | 09:26 | 2      |

Sp = Spiele, S = Siege, U = Unentschieden, N = Niederlagen, OTS = Overtime-Siege, OTN = Overtime-Niederlage, SOS = Penalty-Siege, SON = Penalty-Niederlage

### Halbfinale
- Cardiff Devils – Sheffield Steelers 1:2 n. P.
- Newcastle Vipers – Belfast Giants 4:2

### Finale
- Sheffield Steelers – Newcastle Vipers 1:2